# Victoria Libertas Pallacanestro 2012-2013
Questa voce raccoglie le informazioni riguardanti la Victoria Libertas Pallacanestro nelle competizioni ufficiali della stagione 2012-2013.

## Stagione
La stagione 2012-2013 della Victoria Libertas Pallacanestro, sponsorizzata Scavolini-Banca Marche, è la 54ª nel massimo campionato italiano di pallacanestro, la Serie A.
All'inizio della nuova stagione la Lega Basket decise di modificare il regolamento riguardo al numero di giocatori stranieri da schierare contemporaneamente in campo. Si decise così di optare per la scelta della formula con 5 giocatori stranieri senza vincoli.

## Roster

### Staff tecnico e dirigenziale
- Allenatore: Zare Markovski (dal 28 novembre)
- Allenatore: Giampiero Ticchi (fino al 27 novembre)
- Assistente: Umberto Badioli
- Assistente: Luca Pentucci
- Preparatore Atletico: Roberto Venerandi
- Medico: Piero Benelli
- Medico: Massimo Mancino
- Fisioterapista: Gianluca Serafini
- Fisioterapista: Roberto Tamburini

- Presidente: Franco Del Moro
- Amm.tore Delegato: Andrea Rombaldoni
- Direttore Generale: Mauro Montini
- Direttore Sportivo: John Ebeling
- Relazioni esterne: Elio Giuliani
- Segreteria: Marilena Battisti
- Responsabile Marketing: Enrico Franci
- Addetto Stampa: Elio Giuliani
- Addetto agli arbitri: Mauro Santi
- Responsabile sito Internet: Elio Giuliani
- Responsabile statistiche Lega: Roberto Romani
- Resp.le Settore Giovanile: Spiro Leka
- Resp.le organizzativo Settore Giovanile: Giorgio Forlani
- Logistica: Diego Orciani
- Consulente fotografico: Luca Toni

## Mercato
| Arrivi | Arrivi             | Arrivi              | Arrivi        |
| R      | Nome               | da                  | Modalità      |
| ------ | ------------------ | ------------------- | ------------- |
| GA     | Antwain Barbour    | Cibona Zagabria     | definitivo    |
| A      | Lamont Mack        | Akademik Sofia      | definitivo    |
| P      | Andrea Traini      | Recanati            | fine prestito |
| P      | Reggie Hamilton    | OU Golden Grizzlies | definitivo    |
| AP     | Alessandro Amici   | Pall. Firenze       | fine prestito |
| C      | Andrea Crosariol   | Virtus Roma         | definitivo    |
| C      | Sylvere Bryan      | Reyer Venezia       | definitivo    |
| AG     | Valerio Amoroso    | Teramo Basket       | definitivo    |
| P      | Giovanni Tomassini | Reyer Venezia       | fine prestito |
| ALL    | Giampiero Ticchi   | Free agent          | definitivo    |

| Partenze | Partenze           | Partenze           | Partenze       |
| R        | Nome               | a                  | Modalità       |
| -------- | ------------------ | ------------------ | -------------- |
| GA       | James White        | N.Y. Knicks        | fine contratto |
| C        | Marco Cusin        | Pall. Cantù        | fine contratto |
| C        | Tautvydas Lydeka   | Kr. Kryl. Samara   | fine contratto |
| PG       | Daniel Hackett     | Mens Sana Siena    | fine contratto |
| A        | Jumaine Jones      | Bnei HaSharon      | fine contratto |
| P        | Ricky Hickman      | Maccabi Tel Aviv   | fine contratto |
| G        | Mirza Alibegović   | Pistoia Basket     | fine contratto |
| P        | Matteo Cercolani   | Basket Club Pesaro | prestito       |
| AG       | Arminas Urbutis    | Prienai            | fine contratto |
| P        | Giovanni Tomassini | Basket Ferentino   | definitivo     |
| ALL      | Luca Dalmonte      | Fenerbahçe         | fine contratto |

## Risultati

### Serie A

#### Regular season

##### Girone di andata
| Arbitri: | Roberto Chiari (Ponzano Veneto) Marco Giansanti (Roma) Manuel Mazzoni (Grosseto) |

|                                                                           |            |                                                 |
| A. Traini 13 V. Amoroso 12 L. Mack, S. Bryan 10                           | Punti      | 17 L. D'Ercole 16 L. Datome 9 G. Lawal, O. Czyż |
| D. Cavaliero, A. Barbour, A. Crosariol, S. Flamini, L. Mack, V. Amoroso 1 | Assist     | 2 J. Taylor                                     |
| D. Cavaliero, S. Bryan, V. Amoroso 6                                      | Rimbalzi   | 8 B. Jones                                      |
| Giampiero Ticchi                                                          | Allenatori | Marco Calvani                                   |

| Arbitri: | Gianluca Mattioli (Pesaro) Gabriele Bettini (Bologna) Maurizio Biggi (Cavenago di Brianza) |

|                                |            |                                                  |
| Jaramaz 23 Mavunga 16 Moore 14 | Punti      | 13 Crosariol 13 Amoroso 11 Barbour, Mack, Traini |
| Jurak, Mavunga, Moore 2        | Assist     | 5 Cavaliero, Barbour                             |
| Mavunga 11                     | Rimbalzi   | 8 Barbour                                        |
| Massimo Cancellieri            | Allenatori | Giampiero Ticchi                                 |

| Arbitri: | Luigi Lamonica (Roseto degli Abruzzi) Saverio Lanzarini (Bologna) Giorgio Provini (Campoformido) |

|                                 |            |                                      |
| Crosariol 18 Barbour 16 Mack 14 | Punti      | 14 Diawara 12 Zoroski 11 Clark       |
| Cavaliero 6                     | Assist     | 1 Fantoni, Rosselli, Williams, Young |
| Crosariol, Mack 7               | Rimbalzi   | 10 Williams                          |
| Giampiero Ticchi                | Allenatori | Andrea Mazzon                        |

| Arbitri: | Guerrino Cerebuch (Trieste) Luca Weidmann (Campobasso) Gianluca Calbucci (Pomezia) |

|                                  |            |                                 |
| Brown 13 Janning 10 Sanik'idze 9 | Punti      | 14 Cavaliero 13 Barbour 8 Bryan |
| Brown 5                          | Assist     | 3 Barbour                       |
| Kasun 10                         | Rimbalzi   | 6 Barbour, Bryan                |
| Luca Banchi                      | Allenatori | Giampiero Ticchi                |

| Arbitri: | Roberto Begnis (Crema) Carmelo Lo Guzzo (Pisa) Mark Bartoli (Trieste) |

|                                 |            |                                       |
| Barbour 21 Cavaliero 20 Mack 18 | Punti      | 32 Thornton 21 T. Diener 16 D. Diener |
| Barbour 4                       | Assist     | 5 T. Diener                           |
| Cavaliero, Mack 6               | Rimbalzi   | 10 Easley                             |
| Giampiero Ticchi                | Allenatori | Meo Sacchetti                         |

| Arbitri: | Giampaolo Cicoria (Milano) Alessandro Vicino (Argelato) Maurizio Biggi (Cavenago di Brianza) |

|                                    |            |                                                      |
| Taylor 17 Cinciarini 15 Brunner 10 | Punti      | 12 Barbour 12 Hamilton 10 Cavaliero, Crosariol, Mack |
| Taylor 4                           | Assist     | 5 Cavaliero                                          |
| Brunner 10                         | Rimbalzi   | 8 Mack                                               |
| Massimiliano Menetti               | Allenatori | Giampiero Ticchi                                     |

| Arbitri: | Gianluca Mattioli (Pesaro) Saverio Lanzarini (Bologna) Evangelista Caiazza (Arzano) |

|                                 |            |                                |
| Reynolds 20 Gibson 15 Simmons 9 | Punti      | 17 Mack 11 Barbour 9 Crosariol |
| Fultz 3                         | Assist     | 4 Cavaliero                    |
| Simmons 9                       | Rimbalzi   | 11 Crosariol                   |
| Piero Bucchi                    | Allenatori | Giampiero Ticchi               |

| Arbitri: | Roberto Begnis (Crema) Mauro Pozzana (Udine) Gabriele Bettini (Bologna) |

|                                            |            |                                     |
| Crosariol 16 Barbour 13 Cavaliero, Mack 10 | Punti      | 19 Tabu 16 Mark'oishvili 13 Aradori |
| Barbour 4                                  | Assist     | 3 Tabu                              |
| Bryan, Crosariol 6                         | Rimbalzi   | 8 Cusin                             |
| Giampiero Ticchi                           | Allenatori | Andrea Trinchieri                   |

| Arbitri: | Gianluca Mattioli (Pesaro) Luca Weidman (Campobasso) Massimiliano Duranti (Càscina) |

|                                  |            |                                   |
| Cavaliero 18 Mack 13 Hamilton 10 | Punti      | 17 Maresca 15 Gentile 12 Mordente |
| , Barbour, Cavaliero, Clemente 2 | Assist     | 2 , Akindele, Gentile, Mordente   |
| Crosariol 16                     | Rimbalzi   | 12 Akindele                       |
| Giampiero Ticchi                 | Allenatori | Stefano Sacripanti                |

| Arbitri: | Luigi Lamonica (Roseto degli Abruzzi) Mauro Pozzana (Udine) Massimiliano Barni (Conegliano) |

|                                          |            |                                              |
| G. Poeta 14 R. Minard 13 K. Hasbrouck 11 | Punti      | 17 D. Cavaliero 14 A. Crosariol 7 A. Barbour |
| G. Poeta 2                               | Assist     | 4 A. Barbour                                 |
| M. Rocca 13                              | Rimbalzi   | 11 A. Crosariol                              |
| Alex Finelli                             | Allenatori | Zare Markovski                               |

| Arbitri: | Tolga Sahin (Messina) Carmelo Paternicò (Piazza Armerina) Gianluca Calbucci (Pomezia) |

|                                         |            |                                               |
| A. Barbour 21 L. Mack 16 R. Hamilton 13 | Punti      | 12 I. Mpourousīs 11 M. Hairston 10 A. Gentile |
| L. Mack 4                               | Assist     | 4 O. Cook                                     |
| L. Mack 9                               | Rimbalzi   | 6 N. Melli                                    |
| Zare Markovski                          | Allenatori | Sergio Scariolo                               |

| Arbitri: | Guerrino Cerebuch (Trieste) Marco Giansanti (Roma) Manuel Mazzoni (Grosseto) |

|                                            |            |                                            |
| L. Vitali 26 L. Harris 18 A. Stipanović 17 | Punti      | 21 A. Barbour 17 A. Crosariol 12 T. Kinsey |
| L. Vitali 5                                | Assist     | 4 D. Cavaliero                             |
| A. Stipanović 14                           | Rimbalzi   | 6 A. Barbour, A. Crosariol                 |
| Luigi Gresta                               | Allenatori | Zare Markovski                             |

| Arbitri: | Roberto Begnis (Crema) Emanuele Aronne (Viterbo) Lorenzo Baldini (Firenze) |

|                                       |            |                                           |
| A. Barbour 24 L. Mack 17 T. Thomas 11 | Punti      | 20 R. Steele 19 C. Burns 16 D. Cinciarini |
| T. Kinsey 2                           | Assist     | 2 R. Steele, F. Di Bella                  |
| T. Kinsey 11                          | Rimbalzi   | 8 C. Burns                                |
| Zare Markovski                        | Allenatori | Charlie Recalcati                         |

| Arbitri: | Gianluca Mattioli (Pesaro) Marco Giansanti (Roma) Gabriele Bettini (Bologna) |

|                                              |            |                                          |
| D. Cavaliero 16 R. Stipčević 16 T. Kinsey 11 | Punti      | 20 A. Polonara 18 B. Dunston 17 M. Green |
| D. Cavaliero 2                               | Assist     | 6 M. Green                               |
| A. Barbour 6                                 | Rimbalzi   | 10 A. Polonara                           |
| Zare Markovski                               | Allenatori | Frank Vitucci                            |

| Arbitri: | Roberto Chiari (Ponzano Veneto) Emanuele Aronne (Viterbo) Guido Federico Di Francesco (Termoli) |

|                                      |            |                                               |
| T. Dean 19 L. Johnson 15 D. Hardy 10 | Punti      | 22 R. Stipčević 22 A. Barbour 15 A. Crosariol |
| T. Dean 3                            | Assist     | 5 R. Stipčević                                |
| L. Johnson 8                         | Rimbalzi   | 6 A. Crosariol                                |
| Gianluca Tucci                       | Allenatori | Zare Markovski                                |

##### Girone di ritorno
| Arbitri: | Enrico Sabetta (Termoli) Alessandro Vicino (Argelato) Evangelista Caiazza (Arzano) |

|                                       |            |                                               |
| L. Datome 21 J. Taylor 12 G. Lawal 12 | Punti      | 20 A. Barbour 13 R. Stipčević 10 D. Cavaliero |
| P. Goss, J. Taylor 3                  | Assist     | 3 D. Cavaliero                                |
| G. Lawal 8                            | Rimbalzi   | 7 A. Crosariol                                |
| Marco Calvani                         | Allenatori | Zare Markovski                                |

| Arbitri: | Roberto Chiari (Ponzano Veneto) Emanuele Aronne (Viterbo) Alessandro Martolini (Roma) |

|                                            |            |                                             |
| R. Stipčević 25 T. Kinsey 19 A. Barbour 16 | Punti      | 25 T. Johnson 16 K. Pinkney 15 D. Tsaldarīs |
| A. Barbour 3                               | Assist     | 4 T. Johnson                                |
| T. Kinsey 11                               | Rimbalzi   | 13 K. Pinkney                               |
| Zare Markovski                             | Allenatori | Massimo Cancellieri                         |

| Arbitri: | Gianluca Mattioli (Pesaro) Massimiliano Filippini (San Lazzaro) Alessandro Terreni (Vicenza) |

|                                                |            |                                               |
| A. Young 22 Y. Diawara 19 K. Clark, D. Magro 6 | Punti      | 19 A. Crosariol 15 R. Stipčević 15 A. Barbour |
| Y. Diawara 4                                   | Assist     | 5 R. Stipčević                                |
| D. Magro 11                                    | Rimbalzi   | 6 A. Crosariol, T. Kinsey                     |
| Andrea Mazzon                                  | Allenatori | Zare Markovski                                |

| Arbitri: | Roberto Chiari (Ponzano Veneto) Alessandro Vicino (Argelato) Mark Bartoli (Trieste) |

|                                              |            |                                                    |
| R. Stipčević 27 D. Cavaliero 13 T. Kinsey 11 | Punti      | 30 B. Brown 17 D. Hackett 7 V. Sanik'idze, D. Moss |
| R. Stipčević 3                               | Assist     | 1 V. Sanik'idze, D. Moss                           |
| L. Mack 11                                   | Rimbalzi   | 12 V. Sanik'idze                                   |
| Zare Markovski                               | Allenatori | Luca Banchi                                        |

| Arbitri: | Paolo Taurino (Vignola) Saverio Lanzarini (Bologna) Massimiliano Duranti (Càscina) |

|                                             |            |                                              |
| D. Diener 28 M. Ignerski 19 B. Sacchetti 13 | Punti      | 33 T. Kinsey 12 A. Crosariol 10 D. Cavaliero |
| D. Diener 8                                 | Assist     | 4 A. Barbour                                 |
| D. Diener 10                                | Rimbalzi   | 9 L. Mack, T. Kinsey                         |
| Meo Sacchetti                               | Allenatori | Zare Markovski                               |

| Arbitri: | Roberto Begnis (Crema) Gianluca Sardella (Rimini) Davide Ramilli (Forlì) |

|                                           |            |                                            |
| R. Stipčević 23 A. Barbour 22 T. Kinsey 9 | Punti      | 20 D. Taylor 16 A. Cinciarini 7 D. Slanina |
| R. Stipčević, T. Thomas 2                 | Assist     | 4 A. Cinciarini                            |
| R. Stipčević 7                            | Rimbalzi   | 6 G. Brunner, M. Antonutti                 |
| Zare Markovski                            | Allenatori | Massimiliano Menetti                       |

| Arbitri: | Guerrino Cerebuch (Trieste) Tolga Sahin (Messina) Manuel Mazzoni (Grosseto) |

|                                              |            |                                         |
| D. Cavaliero 24 R. Stipčević 22 T. Kinsey 18 | Punti      | 17 A. Robinson 16 J. Gibson 14 K. Ndoja |
| A. Barbour 6                                 | Assist     | 4 S. Reynolds                           |
| A. Crosariol 7                               | Rimbalzi   | 10 A. Robinson                          |
| Zare Markovski                               | Allenatori | Piero Bucchi                            |

| Arbitri: | Dino Seghetti (Livorno) Paolo Quacci (Albuzzano) Alessandro Terreni (Vicenza) |

|                                  |            |                                              |
| Smith 15 Aradori 14 Mazzarino 11 | Punti      | 15 Crosariol 13 Barbour 10 Stipčević, Kinsey |
| Leunen 5                         | Assist     | 6 Cavaliero                                  |
| Leunen 12                        | Rimbalzi   | 9 Kinsey                                     |
| Andrea Trinchieri                | Allenatori | Zare Markovski                               |

| Arbitri: | Giampaolo Cicoria (Milano) Luca Weidmann (Campobasso) Maurizio Biggi (Cavenago di Brianza) |

|                                                           |            |                                           |
| A. Michelori 13 D. Mavraides 11 S. Gentile, S. Jelovac 11 | Punti      | 19 R. Stipčević 13 T. Thomas 11 T. Kinsey |
| S. Gentile 5                                              | Assist     | 3 R. Stipčević, T. Thomas                 |
| S. Jelovac 13                                             | Rimbalzi   | 7 T. Kinsey                               |
| Stefano Sacripanti                                        | Allenatori | Zare Markovski                            |

| Arbitri: | Enrico Sabetta (Termoli) Marco Giansanti (Roma) Alessandro Terreni (Vicenza) |

|                                       |            |                                                                                         |
| T. Kinsey 18 L. Mack 17 A. Barbour 16 | Punti      | 34 J. Pullen 16 A. Gigli 16 S. Smith                                                    |
| A. Crosariol 3                        | Assist     | 1 V. Gaddefors, R. Moraschini, A. Gigli, S. Fontecchio, S. Smith, D. Anđušić, J. Pullen |
| T. Kinsey 8                           | Rimbalzi   | 6 A. Gigli                                                                              |
| Zare Markovski                        | Allenatori | Luca Bechi                                                                              |

| Arbitri: | Guerrino Cerebuch (Trieste) Manuel Mazzoni (Grosseto) Mauro Pozzana (Udine) |

|                                                         |            |                                               |
| A. Gentile 14 I. Mpourousīs 13 M. Hairston, N. Melli 12 | Punti      | 17 D. Cavaliero 16 A. Crosariol 15 A. Barbour |
| J.R. Bremer 4                                           | Assist     | 5 A. Barbour                                  |
| I. Mpourousīs 12                                        | Rimbalzi   | 6 A. Crosariol                                |
| Sergio Scariolo                                         | Allenatori | Zare Markovski                                |

| Arbitri: | Luigi Lamonica (Roseto degli Abruzzi) Gabriele Bettini (Bologna) Gianluca Calbucci (Pomezia) |

|                                                     |            |                                        |
| L. Mack 22 A. Barbour 18 A. Crosariol, T. Kinsey 12 | Punti      | 21 H. Perić 15 L. Vitali 15 J. Jackson |
| R. Stipčević 5                                      | Assist     | 6 L. Vitali                            |
| T. Kinsey 9                                         | Rimbalzi   | 10 A. Stipanović                       |
| Zare Markovski                                      | Allenatori | Luigi Gresta                           |

| Arbitri: | Giampaolo Cicoria (Milano) Gianluca Mattioli (Pesaro) Massimiliano Duranti (Càscina) |

|                                             |            |                                          |
| C. Burns 25 D. Cinciarini 18 F. Di Bella 15 | Punti      | 27 A. Barbour 22 A. Crosariol 20 L. Mack |
| F. Di Bella 4                               | Assist     | 5 R. Stipčević                           |
| C. Burns 7                                  | Rimbalzi   | 13 A. Crosariol                          |
| Charlie Recalcati                           | Allenatori | Zare Markovski                           |

| Arbitri: | Carmelo Paternicò (Piazza Armerina) Gabriele Bettini (Bologna) Paolo Quacci (Albuzzano) |

|                                        |            |                                               |
| D. Šakota 22 M. Green 14 B. Dunston 13 | Punti      | 16 A. Barbour 15 R. Stipčević 14 A. Crosariol |
| M. Green 7                             | Assist     | 4 T. Thomas                                   |
| D. Ivanov 9                            | Rimbalzi   | 7 S. Bryan                                    |
| Frank Vitucci                          | Allenatori | Zare Markovski                                |

| Arbitri: | Paolo Taurino (Vignola) Roberto Chiari (Ponzano Veneto) Alessandro Vicino (Argelato) |

|                                              |            |                                               |
| R. Stipčević 31 A. Barbour 22 D. Cavaliero 8 | Punti      | 21 J. Richardson 18 N. Dragović 14 J. Lakovič |
| A. Amici 3                                   | Assist     | 3 J. Hunter, J. Lakovič                       |
| A. Traini, A. Crosariol 6                    | Rimbalzi   | 16 N. Dragović                                |
| Zare Markovski                               | Allenatori | Cesare Pancotto                               |